# جهاز طبي

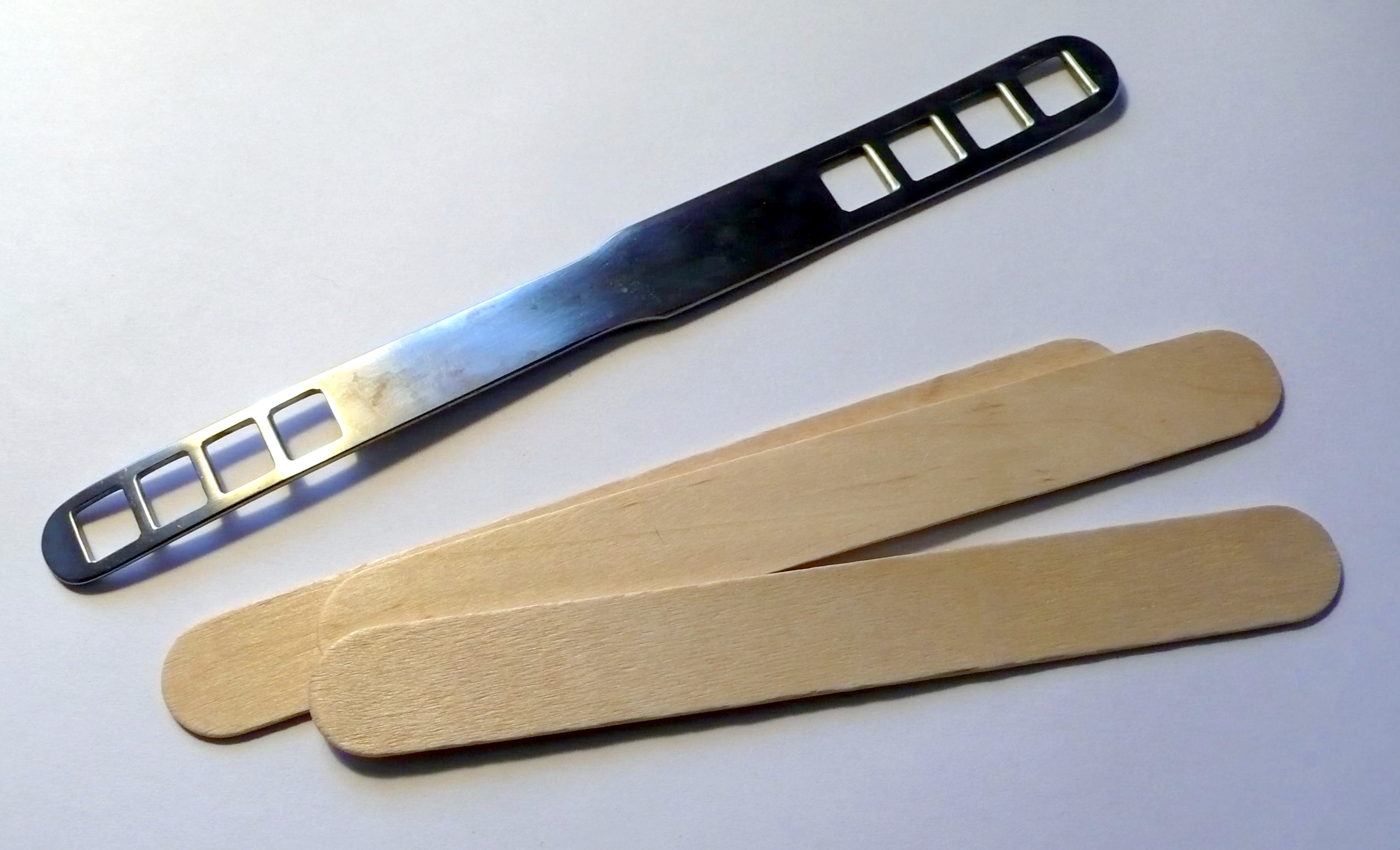
مانع للسان، جهاز طبي من الفئة الأولى في الولايات المتحدة

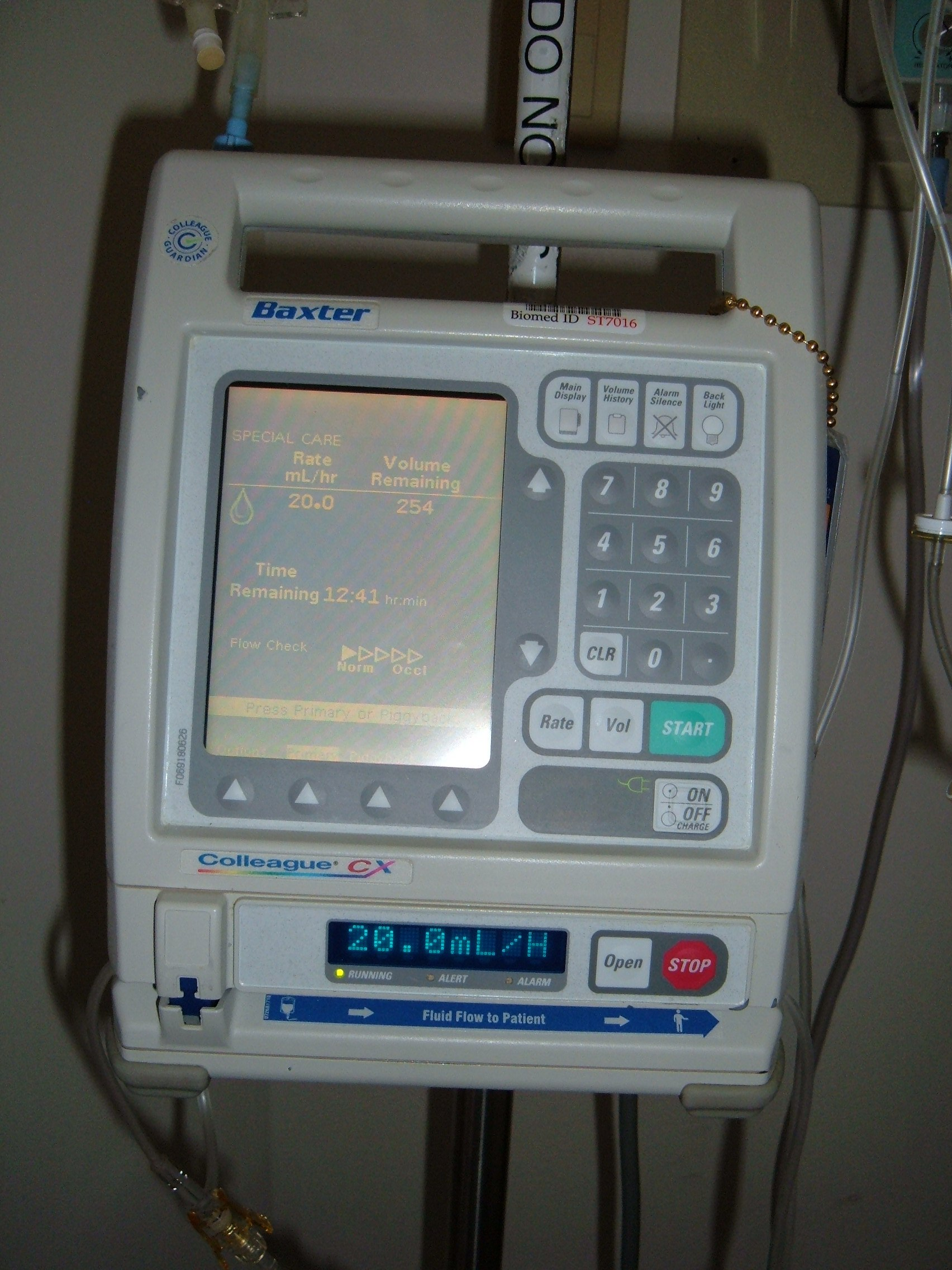
مضخة التسريب، جهاز طبي من الفئة الثانية في الولايات المتحدة

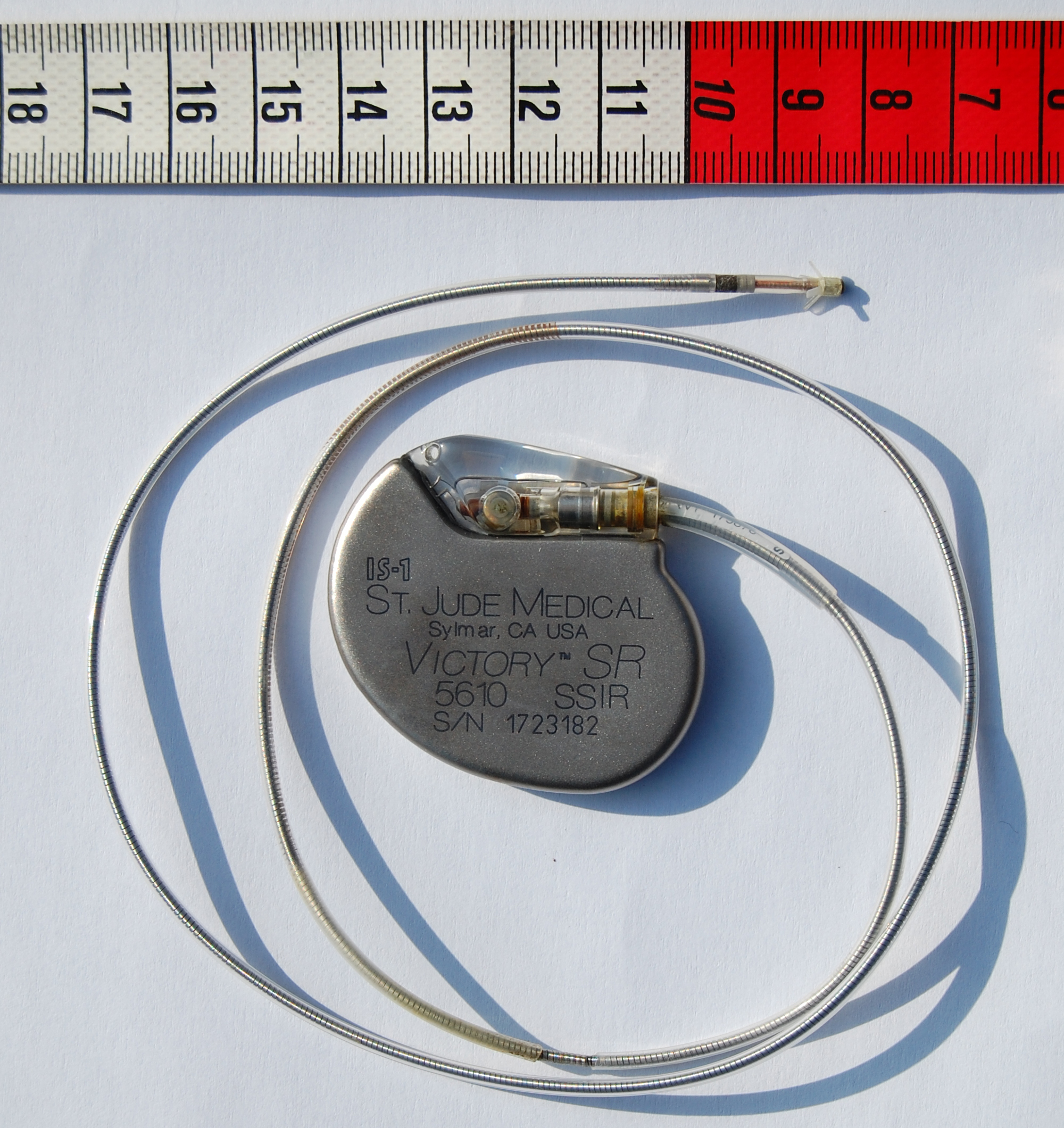
جهاز تنظيم ضربات القلب الاصطناعي، جهاز من الفئة الثالثة في الولايات المتحدة

الجهاز الطبي هو أي جهاز مصمم للاستخدام لأغراض طبية. وبالتالي فإن ما يميز الجهاز الطبي عن الجهاز اليومي هو استخدامه المقصود. فالأجهزة الطبية تفيد المرضى من خلال مساعدة مقدمي الرعاية الصحية في تشخيص المرضى وعلاجهم ومساعدة المرضى على التغلب على المرض أو المرض، وتحسين نوعية حياتهم. وهناك احتمال كبير للأخطار يكمن في استخدام جهاز لأغراض طبية، وبالتالي يجب إثبات سلامة الأجهزة الطبية وفعاليتها مع ضمان معقول قبل أن تسمح الحكومات بتنظيم عملية تسويق الجهاز في بلدها. كقاعدة عامة، نظرًا لأن المخاطر المرتبطة بالجهاز تزيد من كمية الاختبار المطلوبة لتحديد السلامة والفعالية، تزداد أيضًا.
بالإضافة إلى ذلك، بما أن المخاطر المرتبطة تزيد من الفائدة المحتملة للمريض، يجب أن تزداد أيضًا.
اكتشاف ما يمكن اعتباره جهاز طبي وفقا للمعايير الحديثة يعود إلى ما قبل 7000 قبل الميلاد في بلوشستان حيث استخدم أطباء الأسنان من العصر الحجري الحديث تدريبات وأربطة قبعة. كما تشير دراسة الآثار والأدب الطبي الروماني إلى أن العديد من أنواع الأجهزة الطبية كانت تستخدم على نطاق واسع خلال عصر روما القديمة. في الولايات المتحدة لم يكن الأمر قبل قانون الغذاء والدواء والتجميلات الفيدرالي (قانون FD&C) في عام 1938 أن يتم تنظيم الأجهزة الطبية.
وفي وقت لاحق من عام 1976، وضعت تعديلات الأجهزة الطبية على قانون FD&C لوائح الأجهزة الطبية والإشراف عليها كما نعرفها اليوم في الولايات المتحدة. تم تطبيق لائحة الأجهزة الطبية في أوروبا كما نعلم اليوم في عام 1993 بواسطة ما يُعرف بشكل جماعي بتوجيه الأجهزة الطبية (MDD). في 26 مايو 2017، حلت تنظيم الأجهزة الطبية محل MDD.
تختلف الأجهزة الطبية من حيث الاستخدام المقصود لها ومن حيث دواعي الاستعمال. وتتراوح الأمثلة بين أجهزة بسيطة وقليلة المخاطر مثل أجهزة الاكتئاب التي تعمل باللسان، ومقاييس الحرارة الطبية، والقفازات التي تستخدم لمرة واحدة، وأغطية الفراش، إلى أجهزة معقدة عالية المخاطر تزرع وتعم الحياة.ومن أمثلة الأجهزة عالية الخطورة تلك التي تحتوي على برامج مضمنة مثل أجهزة تنظيم ضربات القلب، والتي تساعد في إجراء الاختبارات الطبية، والغرسات، والأجهزة التعويضية. يتم تصنيع العناصر المعقدة مثل المبيتات الخاصة بغرسات القوقعة الصناعية من خلال عمليات التصنيع المسحوبة العميقة والسليقة.ويشكل تصميم الأجهزة الطبية قطاعاً رئيسياً من مجالات الهندسة الطبية الحيوية.
بلغت سوق الأجهزة الطبية العالمية 209 مليار دولار أمريكي في عام 2006، وتشير التقديرات إلى أن هذا المبلغ يتراوح بين 220 و250 مليار دولار أمريكي في عام 2013. وتسيطر الولايات المتحدة على نحو 40% من السوق العالمية، تليها أوروبا (25%) واليابان (15%) وبقية العالم (20%). ورغم أن أوروبا تتمتع بحصة أكبر في مجموعها، فإن اليابان تتمتع بحصة ثاني أكبر سوق على مستوى البلاد. إن أكبر أسهم السوق في أوروبا (من حيث حجم الحصة السوقية) تنتمي إلى ألمانيا وإيطاليا وفرنسا والمملكة المتحدة.إن بقية العالم تضم مناطق مثل (لا يوجد نظام خاص بها) أستراليا، وكندا، والصين، والهند، وإيران. هذا المقال يناقش ما يشكل أداة طبية في هذه المناطق المختلفة، وفي جميع أنحاء المقال ستناقش هذه المناطق من أجل حصتها في السوق العالمية.

## التاريخ

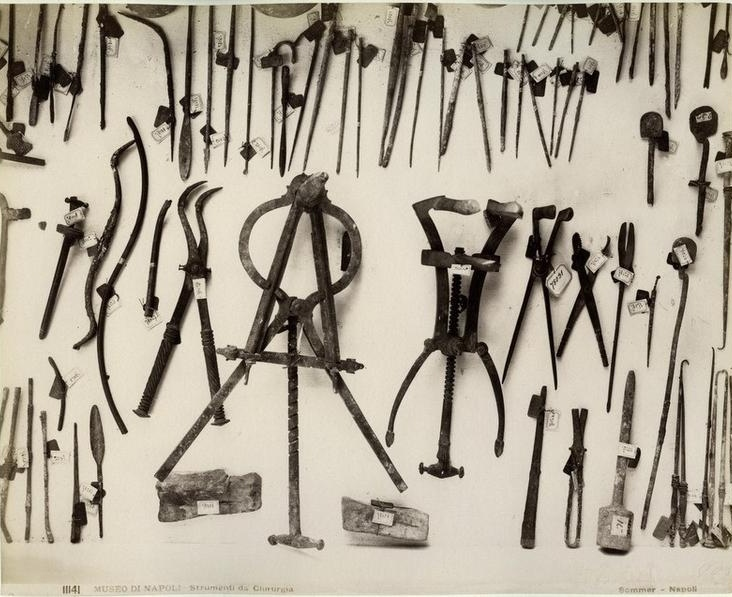
وقد استخدمت الأجهزة الطبية للجراحة في روما القديمة.

## تعريف
ومن الصعب تحديد تعريف عالمي للجهاز الطبي لأن هناك العديد من الهيئات التنظيمية في مختلف أنحاء العالم تشرف على تسويق الأجهزة الطبية. ورغم أن هذه الهيئات كثيرا ما تتعاون وتناقش التعريف عموما، فإن هناك اختلافات دقيقة في الصياغة تحول دون تحقيق المواءمة العالمية لتعريف الجهاز الطبي، وبالتالي فإن التعريف المناسب للجهاز الطبي يعتمد على المنطقة. وفي كثير من الأحيان، يقصد بجزء من تعريف الجهاز الطبي التمييز بين الأجهزة الطبية والعقاقير، لأن المتطلبات التنظيمية للجهتين مختلفة.كما أن التعريفات غالباً ما تتعرف على التشخيص المختبري باعتباره فئة فرعية من الأجهزة الطبية، كما أنها تنشئ الملحقات كأجهزة طبية.

## تعاريف حسب المنطقة

### الولايات المتحدة (إدارة الغذاء والدواء)
يعرف القسم 201 (ح) من قانون FD&Cosmetic Food Drug & Cosetic (FD&C) الجهاز بأنه "جهاز أو جهاز أو آلة أو جهاز أو جهاز أو جهاز أو جهاز أو جهاز أو جهاز أو جهاز أو جهاز أو جهاز أو جهاز أو جهاز أو جهاز أو جهاز أو غرسة أو جهاز مخضع في المختبر أو مادة أخرى مماثلة أو ذات صلة، بما في ذلك جزء المكون أو ملحق::
- معترف به في Formule الوطني الرسمي أو Pharmacopoeia في الولايات المتحدة أو أي ملحق لها يقصد به استخدامه في تشخيص المرض أو غيره من الحالات، أو في علاج المرض أو التخفيف منه أو علاجه أو الوقاية منه، سواء في الإنسان أو الحيوانات الأخرى، أو يقصد به التأثير على بنية جسم الإنسان أو الحيوانات الأخرى أو أي وظيفة له، و

لا يحقق أهدافه الرئيسية المقصودة من خلال إجراء كيميائي داخل جسم الإنسان أو الحيوانات الأخرى أو على جسده، ولا يعتمد على أن يكون مستقلب لتحقيق أهدافه الرئيسية المقصودة. لا يشمل مصطلح "evice" وظائف البرامج المستبعدة بموجب الفقرة 520(o)."

### الإتحاد الأوربي
وفقًا للمادة 1 من توجيه المجلس 93/42/EEC، يعني الجهاز الطبي أي "جهاز أو جهاز أو جهاز أو برنامج أو مادة أو أي مادة أخرى، سواء تم استخدامه بمفرده أو معًا، بما في ذلك البرنامج الذي تم تصميم الجهة المصنعة له لاستخدامه على وجه التحديد لأغراض التشخيص و/أو العلاج وضرورية لتطبيقه بشكل صحيح، الغرض من الشركة المصنعة استخدامه للبشر لغرض:
- تشخيص الأمراض أو الوقاية منها أو رصدها أو علاجها أو التخفيف منها، - تشخيص إصابة أو إعاقة أو رصدها أو معالجتها أو التخفيف منها أو التعويض عنها، - استقصاء التشريح أو العملية الفسيولوجية أو استبدالها أو تعديلها، التحكم في الحمل

ولا يحقق عمله الرئيسي المقصود في جسم الإنسان أو على جسده بوسائل دوائية أو مناعية أو أيضية، بل يمكن مساعدته في أداء وظيفته بهذه الوسائل"؛

#### إطار قانوني
واستناداً إلى النهج الجديد، تم في الاتحاد الأوروبي في التسعينات مواءمة القواعد المتعلقة بسلامة الأجهزة الطبية وأدائها. ويمثل النهج الجديد، الذي حدد في قرار للمجلس الأوروبي المؤرخ أيار/مايو 1985، طريقة مبتكرة للتنسيق التقني. وتهدف إلى إزالة الحواجز الفنية التي تعوق التجارة وتبديد الشكوك التي قد تترتب على ذلك بالنسبة للمشغلين الاقتصاديين، وتيسير حرية حركة السلع داخل الاتحاد الأوروبي
يتكون الإطار القانوني الأساسي من ثلاثة توجيهات:
- التوجيه 90/385 / EEC بشأن الأجهزة الطبية النشطة القابلة للزرع
- التوجيه 93/42 / EEC بشأن الأجهزة الطبية
- التوجيه 98/79 / EC بشأن الأجهزة الطبية التشخيصية في المختبر

وتهدف هذه الأهداف إلى ضمان مستوى عال من حماية صحة الإنسان وسلامته، وتحسين أداء السوق الموحدة. وقد استكملت هذه التوجيهات الرئيسية الثلاثة مع مرور الوقت بعدة توجيهات لتعديل وتنفيذ، بما في ذلك آخر تنقيح تقني تحقق بموجب التوجيه 2007/47 EC.
ويجب على حكومة كل دولة عضو أن تعين سلطة مختصة مسؤولة عن الاجهزة الطبية.السلطة المختصة هي هيئة لها سلطة التصرف نيابة عن الدولة العضو لضمان نقل حكومة الدولة العضو متطلبات توجيهات الأجهزة الطبية إلى القانون الوطني وتطبيقها. ويتقدم مجلس كاليفورنيا إلى وزير الصحة في الدولة العضو. ولا يوجد في بلد عضو من الدول الأعضاء أي ولاية قضائية في أي دولة عضو أخرى، ولكن تبادل المعلومات ويحاول الوصول إلى مواقف مشتركة.
في المملكة المتحدة، على سبيل المثال، تعمل وكالة تنظيم الأدوية ومنتجات الرعاية الصحية (MHRA) كهيئة مصدق للعلاجات. وفي إيطاليا، لا ينبغي أن تخطئ الاجهزة الطبية التابعة لوزارة الصحة في استخدام المنتجات الطبية. في الاتحاد الأوروبي، يجب تحديد جميع الأجهزة الطبية بعلامة CE. كما يتم تقييم توافق الجهاز الطبي ذي المخاطر المتوسطة أو العالية مع اللوائح ذات الصلة من قبل كيان خارجي، وهو الهيئة التي تم إخطارها، قبل أن يتم وضعه في السوق.
في سبتمبر/أيلول 2012، اقترحت المفوضية الأوروبية تشريعاً جديداً يهدف إلى تعزيز السلامة، وإمكانية التتبع، والشفافية. وقد تم اعتماد اللائحة في عام 2017.
يتألف الإطار القانوني الأساسي المستقبلي من نظامين:
لائحة الأجهزة الطبية (MDR (EU) 2017/745)
اللائحة المتعلقة بالأجهزة الطبية التشخيصية المختبرية (IVDR) 2017/746)

### اليابان
وتعرّف الفقرة 4 من المادة 2 من قانون الشؤون الصيدلية الأجهزة الطبية بأنها «أدوات وأجهزة يقصد استخدامها في تشخيص الأمراض أو علاجها أو الوقاية منها لدى البشر أو الحيوانات الأخرى؛ يقصد منها التأثير على هيكل أو وظائف جسم الإنسان أو الحيوانات الأخرى».

### بقية العالم

#### كندا

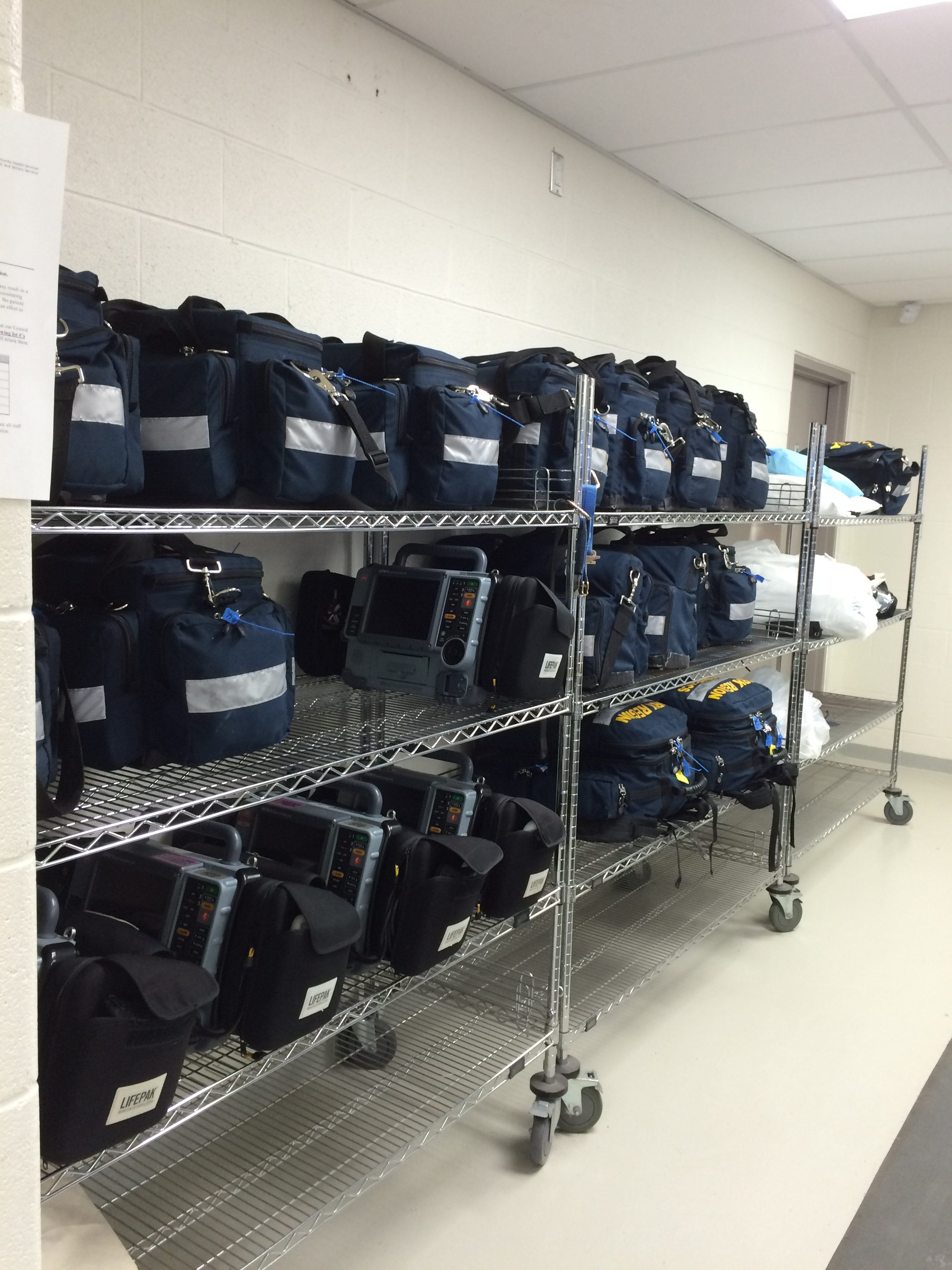
حقائب اللوازم الطبية وأجهزة صدمات القلب الكهربائية في مقر النقل والإمداد في منطقة نيويورك في أونتاريو، كندا

مصطلح الجهاز الطبي، كما هو محدد في قانون الأغذية والعقاقير، هو «أي مادة أو صك أو جهاز أو جهاز أو متلازم، بما في ذلك أي مكون أو جزء أو ملحق به، أو مصنع أو بيع أو ممثل للاستخدام في: تشخيص مرض أو اضطراب أو حالة بدنية غير طبيعية أو أعراضه أو علاجه أو التخفيف منه أو الوقاية منه في جسم إنسان؛ واستعادة وظيفة الجسم أو هيكل جسم الإنسان أو تصحيحها أو تعديلها؛ وتشخيص الحمل في الإنسان؛ أو رعاية الإنسان خلال الحمل وعند وبعد ولادة الطفل، بما فيها رعاية الطفل. كما يشمل وسيلة لمنع الحمل ولكنه لا يشمل المخدرات».
ويشمل المصطلح مجموعة واسعة من الأدوات الصحية أو الطبية المستخدمة في علاج أو تخفيف أو تشخيص أو الوقاية من مرض أو حالة بدنية غير طبيعية. تقوم Health Canada بمراجعة الأجهزة الطبية لتقييم سلامتها وفعاليتها وجودتها قبل التصريح ببيعها في كندا.ووفقا للقانون، لا يتضمن الجهاز الطبي أي جهاز معد للاستخدام فيما يتعلق بالحيوانات".

## التنظيم والرقابة

### تصنيف المخاطر

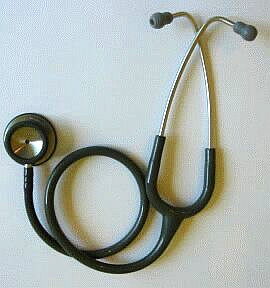
سماعة الطبيب (رمز منتج FDA الأمريكي BZS)، وهو جهاز طبي من الدرجة الأولى كما تحدده إدارة الغذاء والدواء الأمريكية، في كل مكان في المستشفيات.

تتعرف السلطات التنظيمية على فئات مختلفة من الأجهزة الطبية بناءً على احتمال وقوع ضرر إذا تمت إساءة استخدامها وتعقيد التصميم وخصائص استخدامها. ويحدد كل بلد أو منطقة هذه الفئات بطرق مختلفة. كما تعترف السلطات بأن بعض الاجهزة تقدم بالاقتران مع المخدرات، وأن تنظيم هذه المنتجات المركبة يأخذ هذا العامل في الاعتبار.
إن تصنيف الأجهزة الطبية بناءً على مخاطرها أمر ضروري للحفاظ على سلامة المريض والموظفين مع تسهيل تسويق المنتجات الطبية في الوقت نفسه. ومن خلال وضع تصنيفات مختلفة للمخاطر، لا يُطلب من الأجهزة الأقل خطورة، على سبيل المثال، جهاز إزالة السقّ أو جهاز إزالة السقّ، الخضوع لنفس المستوى من الاختبار الذي يخضع له أجهزة عالية المخاطر مثل أجهزة ضبط نبضات القلب الاصطناعية. إن إنشاء تسلسل هرمي لتصنيف المخاطر يسمح للهيئات التنظيمية بتوفير المرونة عند مراجعة الأجهزة الطبية.

### التصنيف حسب المنطقة

#### الولايات المتحدة الأمريكية
بموجب قانون الغذاء والدواء والتجميلات، فإن إدارة الغذاء والدواء الأمريكيّة تتعرف على ثلاثة أصناف من الأجهزة الطبية، على أساس مستوى التحكم اللازم لضمان السلامة والفعالية.
- الصف الأول
- الفئة الثانية
- الفئة الثالثة

بموجب قانون الغذاء والدواء والتجميلات، فإن إدارة الغذاء والدواء الأمريكيّة تتعرف على ثلاثة أصناف من الأجهزة الطبية، على أساس مستوى التحكم اللازم لضمان السلامة والفعالية.
تخضع أجهزة الفئة الأولى لرقابة تنظيمية أقل، ولا تهدف إلى المساعدة في دعم الحياة أو الحفاظ عليها أو أن تكون ذات أهمية كبيرة في منع الإضرار بصحة الإنسان، وقد لا تشكل خطورة غير معقولة من الإصابة أو المرض.تتضمن أمثلة أجهزة الفئة I ضمادات مطاطية وقفازات الفحص والأدوات الجراحية المحمولة باليد.
تخضع أجهزة الفئة II لمتطلبات وضع العلامات الخاصة ومعايير الأداء الإلزامية ومراقبة ما بعد السوق. ومن أمثلة أجهزة الفئة الثانية إبر الوخز بالإبر، والكراسي المتحركة الكهربائية، ومضخات التسريب، وأجهزة تنقية الهواء، والستائر الجراحية، وأنظمة الملاحة التجسيمية، والروبوتات الجراحية.
وعادة ما تكون أجهزة الفئة الثالثة هي تلك التي تدعم الحياة البشرية أو تديمها، وهي ذات أهمية كبيرة في منع الإضرار بصحة الإنسان، أو تشكل خطراً محتملاً وغير معقول من الإصابة بالمرض أو الإصابة، وتتطلب موافقة مسبقة من السوق. تتضمن أمثلة أجهزة الفئة III منظم ضربات قلب قابل للزرع ومولدات نبضية واختبارات تشخيص فيروس نقص المناعة البشرية وأجهزة صدمات القلب الكهربائية الخارجية الآلية وغرسات بطانة الرحم.

#### الاتحاد الأوروبي (EU) ورابطة التجارة الحرة الأوروبية (EFTA)
ويرد في المادة التاسعة من توجيه المجلس 93/42/EEC والمرفق الثامن من لائحة الاجهزة الطبية للاتحاد الأوروبي تصنيف الاجهزة الطبية في الاتحاد الأوروبي. هناك أساسيّا أربعة أصناف، يتراوح من منخفضة خطر إلى كبير المجازفة.
- الفئة الأولى (بما في ذلك أنا معقم، وأنا مع وظيفة القياس، والفئة الأولى من الأدوات الجراحية القابلة لإعادة الاستخدام)
- الفئة IIa
- الفئة IIb
- الفئة الثالثة

يتم ضمان التصريح بالأجهزة الطبية بموجب إعلان التوافق. يتم إصدار هذا الإعلان من قبل الشركة المصنعة نفسها، ولكن بالنسبة للمنتجات في الفئة هي Im أو IR أو IIA أو IIIb أو III، يجب التحقق منه من خلال شهادة التوافق الصادرة عن جهة تم إخطارها. هيئة الإعلام هي مؤسسة عامة أو خاصة تم اعتمادها للتحقق من توافق الجهاز مع التوجيه الأوروبي. يمكن تسويق الأجهزة الطبية التي تتعلق بالفئة الأولى (بشرط ألا تتطلب التعقيم أو لا تقيس وظيفة) من خلال الاعتماد الذاتي فقط.
ويعتمد التصنيف الأوروبي على القواعد التي تتضمن مدة اتصال الجهاز الطبي بالجسم، أو الطابع التوسعي، أو استخدام مصدر للطاقة، أو التأثير على الدورة الدموية المركزية أو الجهاز العصبي، أو التأثير التشخيصي، أو دمج منتج طبي. يجب أن تكون العلامة CE للأجهزة الطبية المعتمدة على التغليف، وأن تُدخل نشرات، إلخ. كما يجب أن تظهر هذه العبوات صور متجانسة وشعارات موحدة للإشارة إلى الخصائص الأساسية مثل تعليمات الاستخدام وتاريخ انتهاء الصلاحية والشركة المصنعة والعقيم وعدم إعادة الاستخدام، إلخ
في نوفمبر 2018، قررت المحكمة الإدارية الفيدرالية في سويسرا أن تطبيق "Sympto"، الذي يُستخدم لتحليل دورة المرأة الطبقية، كان جهازًا طبيًا لأنه يحتسب نافذة خصوبة لكل امرأة تستخدم البيانات الشخصية. وقد زعمت الشركة المصنعة، مؤسسة سيمبو ثيرم، أن هذه العملية كانت تعليمية وليست طبية. وقد قضت المحكمة بأن التطبيق عبارة عن جهاز طبي إذا كان سيتم استخدامه لأي من الأغراض الطبية التي ينص عليها القانون، ويقوم بإنشاء معلومات صحية أو تعديلها عن طريق الحسابات أو المقارنة، مما يوفر معلومات عن مريض فردي.

#### اليابان
يتم تصنيف الأجهزة الطبية (باستثناء التشخيصات المختبرية) في اليابان إلى أربعة فئات استنادًا إلى المخاطر:
- الصف الأول
- الفئة الثانية
- الفئة الثالثة
- الفئة الرابعة

تميز الفئة الأولى والفصلا الثاني بين الأجهزة منخفضة المخاطر للغاية والأجهزة منخفضة المخاطر. أما فئتا المستوى الثالث والرابع، المعتدلان والخطر المرتفع على التوالي، فهما أجهزة طبية خاضعة للتحكم بدرجة كبيرة وخاصة. تتضمن التشخيصات المختبرية ثلاثة تصنيفات مخاطر.

#### بقية العالم
وبالنسبة للمناطق المتبقية في العالم، فإن تصنيفات المخاطر تكون عادة مماثلة للولايات المتحدة والاتحاد الأوروبي واليابان أو هي شكل مختلف يجمع بين تصنيفين أو أكثر من تصنيفات المخاطر في البلدان الثلاثة.

##### أستراليا
ويرد وصف الاجهزة الطبية في أستراليا في المادة 41 باء من قانون السلع العلاجية لعام 1989 والمادة 3-2 من لوائح السلع العلاجية لعام 2002، الخاضعة لسيطرة إدارة السلع العلاجية. وعلى نحو مماثل لتصنيف الاتحاد الأوروبي، فإنها تحتل مرتبة عالية في فئات عديدة، وذلك من خلال زيادة المخاطر وما يرتبط بها من مستوى السيطرة المطلوب. تعرّف القواعد المختلفة على فئة الجهاز
| تصنيف                                                      | مستوى الخطر    |
| ---------------------------------------------------------- | -------------- |
| الصف الأول                                                 | منخفض          |
| الصنف الأول - القياس أو الصنف الأول - مزود عقيم أو صنف IIa | منخفض - متوسط  |
| الفئة IIb                                                  | متوسط الارتفاع |
| الفئة الثالثة                                              | عالي           |
| الأجهزة الطبية النشطة القابلة للزرع (AIMD)                 | عالي           |

##### كندا

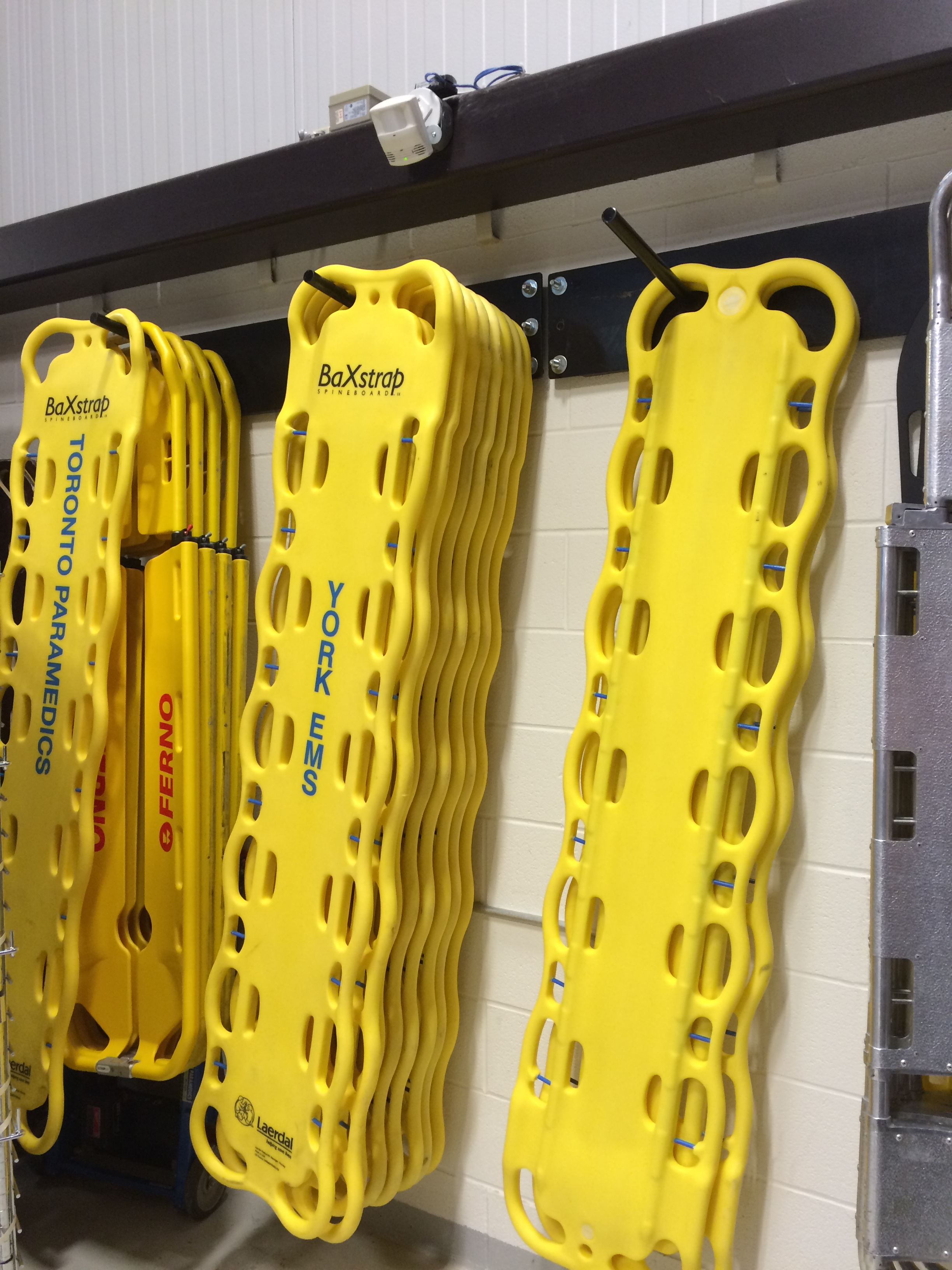
نقالات تنتظر استخدامها في مقر الخدمات اللوجستية لمنطقة يورك EMS في أونتاريو

ويتعرف مكتب الأجهزة الطبية التابع لوزارة الصحة الكندية على أربع فئات من الأجهزة الطبية على أساس مستوى الرقابة اللازم لضمان سلامة الجهاز وفعاليته. تمثل أجهزة الفئة I أقل المخاطر المحتملة ولا تتطلب ترخيصًا. تتطلب أجهزة الفئة II إعلان الجهة المصنعة عن سلامة الأجهزة وفعاليتها، في حين أن أجهزة الفئة III وIV تمثل خطرًا محتملاً أكبر وتخضع للتدقيق المتعمق. تنشر Health Canada (الصحة الكندية) وثيقة إرشادية لتصنيف الأجهزة.
تتوافق الفئات الكندية من الأجهزة الطبية مع أجهزة توجيه المجلس الأوروبي 93/42/EEC (MDD):
- تتوافق الفئة الرابعة (كندا) بشكل عام مع الفئة الثالثة (ECD)،
- الفئة الثالثة (كندا) تتوافق بشكل عام مع الفئة IIb (ECD)،
- الفئة الثانية (كندا) تقابل بشكل عام الفئة IIa (ECD)، و
- الفئة الأولى (كندا) تتوافق بشكل عام مع الفئة الأولى (ECD)

ومن الأمثلة على ذلك الأدوات الجراحية (الفئة الأولى)، والعدسات المتصلة والماسحات الضوئية للموجات فوق الصوتية (الفئة الثانية)، وغرسات العظام، وآلات الغسيل الدموي (الفئة الثالثة)، وأجهزة تنظيم ضربات القلب (الفئة الرابعة).

##### إيران
وتنتج إيران نحو 000 2 نوع من الأجهزة الطبية واللوازم الطبية، مثل الأجهزة، ولوازم الأسنان، والمواد الطبية المعقمة التي يمكن التخلص منها، وآلات المختبرات، ومختلف المواد البيولوجية وغرسات الأسنان. يتم إنتاج 400 منتج طبي في فئتي المخاطر C وD، ويتم الحصول على ترخيص من وزارة الصحة الإيرانية كلها من حيث الأمان والأداء استناداً إلى معايير الاتحاد الأوروبي.
Some Iranian medical devices are produced according to the European Union standards.
يقوم بعض المنتجين في إيران بتصدير الأجهزة الطبية والإمدادات التي تلتزم بمعايير الاتحاد الأوروبي إلى الدول المتقدمة، بما في ذلك 40 دولة آسيوية وأوروبية.
بعض المنتجين الإيرانيين يصدرون منتجاتهم إلى دول أجنبية.

### التقييس والاهتمامات التنظيمية
معايير ISO للأجهزة الطبية تغطيها ICS 11.100.20 و 11.040.01. تعقد المنظمة الدولية للتوحيد القياسي 13485 وISO 14971 اجتماعا لإدارة الجودة والمخاطر المتعلقة بالموضوع لأغراض تنظيمية. تنطبق معايير ISO 13485:2003 على جميع مقدمي ومصنعي الأجهزة الطبية والمكونات وخدمات العقود وموزعي الأجهزة الطبية. وهذا المعيار هو الأساس للامتثال التنظيمي في الأسواق المحلية، وأغلب أسواق التصدير. بالإضافة إلى ذلك، فإن ISO 9001:2008 يحدد الأسبقية لأنه يعني أن الشركة تشارك في خلق منتجات جديدة. ويتطلب تطوير المنتجات المصنعة عملية موافقة ومجموعة من معايير الجودة الصارمة وسجلات التطوير قبل توزيع المنتج
ويتطلب تطوير المنتجات المصنعة عملية موافقة ومجموعة من معايير الجودة الصارمة وسجلات التطوير قبل توزيع المنتج. وهناك معايير أخرى هي IEC 60601-1 للأجهزة الكهربائية (التي تعمل بالكهرباء بالإضافة إلى البطارية)، وEN 45502-1 للأجهزة الطبية القابلة للزرع النشط، وIEC 62304 للبرامج الطبية. كما نشرت إدارة الغذاء والدواء الأمريكية سلسلة من الإرشادات الخاصة بالصناعة بشأن هذا الموضوع مقابل 21 CFR 820 الفصل الفرعي H—الأجهزة الطبية. يتضمن الجزء الفرعي ب متطلبات نظام الجودة، وهو مكون مهم من عناصر التحكم في التصميم (21 CFR 820.30). ولتلبية متطلبات معايير التنظيم هذه في الصناعة، يضع عدد متزايد من موزعي الأجهزة الطبية عملية إدارة الشكاوى في المقدمة.
من ممارساتها في مجال إدارة الجودة. ويعمل هذا النهج على الحد من المخاطر وزيادة وضوح قضايا الجودة.
بدأت في أواخر الثمانينات زادت إدارة الغذاء والدواء مشاركتها في مراجعة تطوير برامج الأجهزة الطبية. كان المسعّر المنبعث للتغيير هو [رديأيشن ثربي] أداة ([ثراك] - 25) أنّ [أفردوود] مريضات بسبب برمجيّة [كدينغ] أخطاء. وتركز إدارة الغذاء والدواء الآن على المراقبة التنظيمية على عملية تطوير برامج الأجهزة الطبية واختبار مستوى النظام.
دراسة عام 2011 للدكتور ديانا زوكرمان وبول براون من المركز الوطني للبحوث الصحية، وقد أظهر الدّكتور ستيفين نيسين من عيادة كليفلاند، الذي نشر في أرشيف الطب الداخليّة، أن معظم الأجهزة الطّبّيّة التي تم استدعاؤها في السنوات الخمس الأخيرة بسبب «مشاكل صحّيّة خطيرة أو موت» قد تم اعتمادها من قبل إدارة الغذاء والدواء باستخدام عمليّة أقل صرامة وأرخص، 510 (ك). في بعض الحالات، تم اعتبار الأجهزة منخفضة الخطورة لدرجة أنها لم تكن بحاجة إلى تنظيم إدارة الغذاء والدواء. ومن بين 113 جهاز تم استدعاؤها ، كان 35 جهاز لقضايا القلب والأوعية الدموية . / نهاية الخبر / وقد يؤدي هذا إلى إعادة تقييم إجراءات إدارة الغذاء والدواء (FDA) وتحسين الإشراف.
قامت دراسة عام 2014 للدكتور ديانا زوكرمان، وبول براون، والدكتور أديتي داس من المركز الوطني للبحوث الصحية، والتي نشرت في الطب الداخلي في جمعية سلامة الطبية، بفحص الأدلة العلمية المتاحة علنًا حول الغرسات الطبية التي تم مسحها من خلال عملية إدارة الغذاء والدواء 510(k) من 2008 إلى 2012. ولقد وجدوا أن الأدلة العلمية التي تدعم «التكافؤ الجوهري» لأجهزة أخرى موجودة بالفعل في السوق كانت مطلوبة بموجب القانون لكي تكون متاحة للعموم، ولكن المعلومات كانت متاحة فقط بالنسبة 16% فقط من الغرسات التي تم اختيارها عشوائياً، ولم تقدم سوى 10% من هذه المعلومات السريرية.
من بين أكثر من 1100 غرسات أصلية أن الغرسات الجديدة تعادل بشكل كبير، 3% فقط لديها أي أدلة علمية متاحة للعموم، و1% فقط لديها أدلة سريرية على السلامة أو الفعالية.وخلص الباحثون إلى أن الأدلة العلمية المتاحة للجمهور بشأن الغرسات ضرورية لحماية الصحة العامة.
في الفترة 2014-2015 تم إبرام اتفاقية دولية جديدة، وهي برنامج التدقيق الفردي للأجهزة الطبية (MDSAP)، مع خمسة بلدان مشاركة: أستراليا والبرازيل وكندا واليابان والولايات المتحدة. وكان الهدف من هذا البرنامج هو «وضع عملية تسمح بإجراء مراجعة واحدة للحسابات، أو إجراء فحص لضمان استيفاء المتطلبات التنظيمية للأجهزة الطبية لجميع البلدان الخمسة».
في عام 2017، انتقد مقال في مجلة السياسة Milbank Quarterly إدارة الأغذية والأدوية لفشلها في حماية سجلات الصحة الإلكترونية وبرامج الأجهزة الأخرى من القرصنة وتهديدات الأمن الإلكتروني الأخرى، وذكر "أن اللوائح الحالية ضرورية ولكنها غير كافية لضمان سلامة المريض من خلال تحديد وإزالة العيوب الخطيرة في البرامج الموجودة حاليًا في السوق". وأضافوا أن التغييرات التشريعية الناجمة عن القانون الذي يحمل عنوان قانون "قانون المراعي للقرن الحادي والعشرين" من شأنها أن تعمل على زيادة تحرير الصحة من القيود التنظيمية، والحد من الضمانات التي تيسر الإبلاغ عن البرامج الطبية المعيبة التي قد تضر بالمرضى وتذكرها في الوقت المناسب".
حققت دراسة نشرت في مجلة Milbank Quarterly (ربع سنوية)، وهي مجلة سياسة راجعها الأقران، ما إذا كانت الدراسات التي راجعتها إدارة الأغذية والأدوية للأجهزة الطبية عالية المخاطر قد أثبتت أنها آمنة وفعالة بالنسبة للنساء أو الأقليات أو المرضى الذين تزيد أعمارهم عن 65 عامًا. ويشجع القانون تنوع المرضى في التجارب الإكلينيكية التي يتم تقديمها إلى إدارة الغذاء والدواء (FDA) للمراجعة. وقد توصلت الدراسة إلى أن معظم الأجهزة الطبية عالية المخاطر لا تخضع للاختبار والتحليل لضمان أنها آمنة وفعالة لجميع المجموعات الديموغرافية الرئيسية. لذلك ، لا يزوّد هم معلومة حول أمان أو فعالية أنّ سيساعد مريضات وأطباء جعلت جيّدا مدروس قرارات.
في عام 2018، أدى تحقيق شمل صحفيين في 36 دولة بتنسيق من الاتحاد الدولي للصحفيين الاستقصائيين (ICIJ) إلى الدعوة إلى الإصلاح في الولايات المتحدة، لا سيما حول عملية التكافؤ الجوهرية (510(k)؛ وقد أثار التحقيق دعوات مماثلة في المملكة المتحدة والاتحاد الأوروبي.

#### معايير التعبئة والتغليف

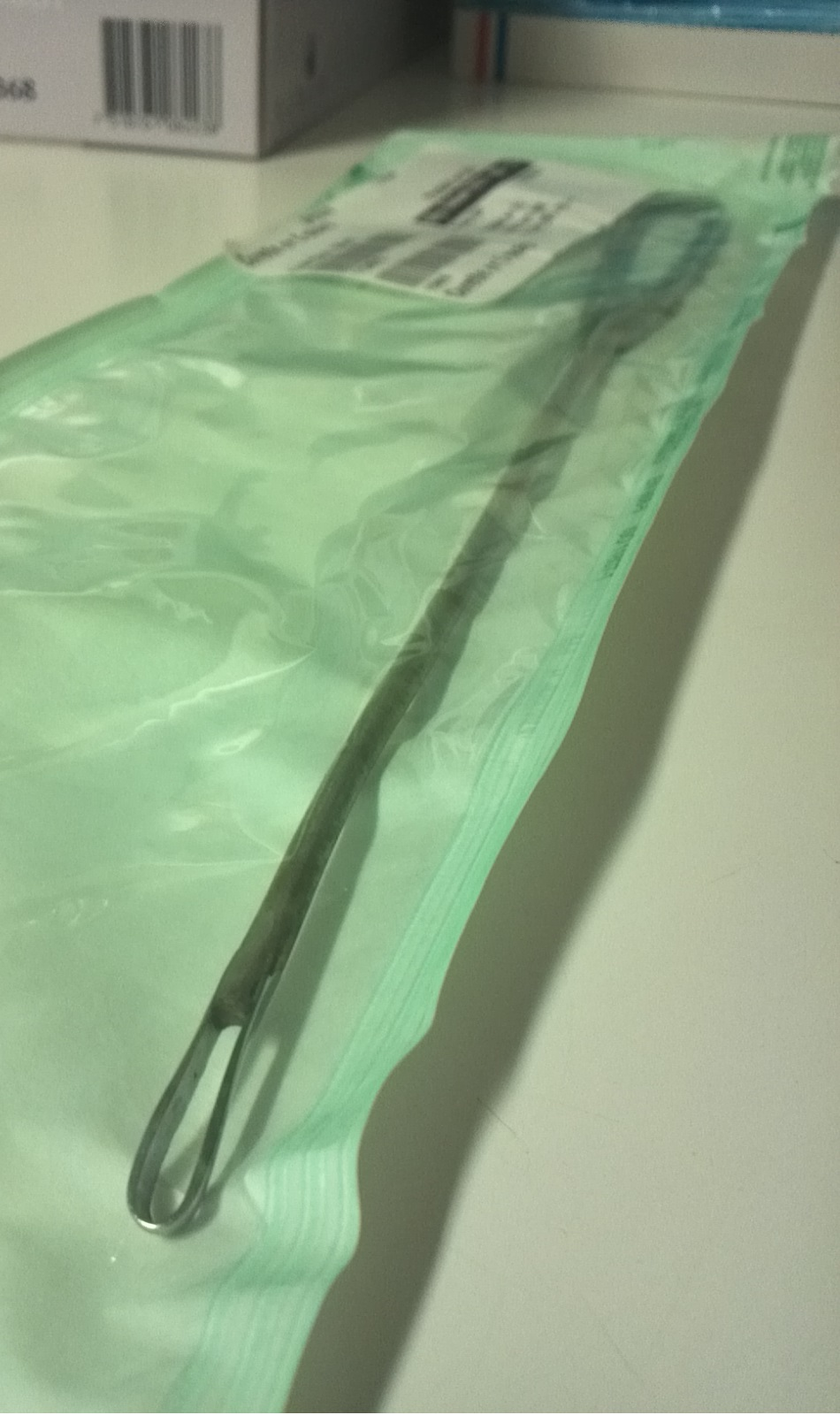
كوريت في الحقيبة المعقمة. مادة تايفك المسامية تسمح بتعقيم الغاز

إن تغليف الجهاز الطبي منظم بشكل كبير. يتم تعقيم الأجهزة والمنتجات الطبية في العبوة.يجب الحفاظ على العقم طوال التوزيع للسماح بالاستخدام الفوري من قبل الأطباء. يقيس [سري] من خاصّة يعبّئ إختبارات القدرة من الحزمة أن يحافظ عقم. وتشمل المعايير ذات الصلة ما يلي:
- ASTM F2097 - الدليل القياسي لتصميم وتقييم التغليف المرن الأساسي للمنتجات الطبية
- ASTM F2475-11 - الدليل القياسي لتقييم التوافق الحيوي لمواد تغليف الأجهزة الطبية [1]
- EN 868 مواد وأنظمة تغليف للأجهزة الطبية التي سيتم تعقيمها ، المتطلبات العامة وطرق الاختبار
- تغليف ISO 11607 للأجهزة الطبية المعقمة نهائيًا

إن اختبار الحزمة هو جزء من نظام إدارة الجودة بما في ذلك التحقق والتحقق. من المهم توثيق وضمان أن الحزم تلبي اللوائح ومتطلبات الاستخدام النهائي. يجب التحكم في عمليات التصنيع والتحقق منها لضمان أداء متناسق.

#### معايير التوافق الحيوي
- ISO 10993 - التقييم البيولوجي للأجهزة الطبية

#### معايير النظافة
وقد أصبحت نظافة الأجهزة الطبية تحت فحص أكبر منذ عام 2000، عندما استرجأت شركة Sulzer Orthedics عدة آلاف من زراعات الورك المعدنية التي تحتوي على بقايا التصنيع. واستناداً إلى هذا الحدث، أنشأت ASTM مجموعة مهام جديدة (F04.15.17) لطرق الاختبار الثابتة ومستندات التوجيه والمعايير الأخرى لمعالجة نظافة الأجهزة الطبية. أصدرت مجموعة المهام هذه معيارين للغرسات الدائمة حتى الآن: 1. ASTM F2459: طريقة اختبار قياسية لاستخراج المخلفات من المكونات الطبية المعدنية والقياس الكمي عبر تحليل قياس الانحراف الرمادي 2. ASTM F2847: الممارسة القياسية للإبلاغ عن المخلفات وتقييمها في زراعة الأعضاء أحادية الاستخدام 3. ASTM F3172: دليل قياسي للتحقق من عمليات التنظيف المستخدمة أثناء تصنيع الأجهزة الطبية
وبالإضافة إلى ذلك، أدت نظافة الأجهزة القابلة لإعادة الاستخدام إلى سلسلة من المعايير، بما في ذلك:
- ASTM E2314: طريقة اختبار قياسية لتحديد فعالية عمليات التنظيف للأجهزة الطبية القابلة لإعادة الاستخدام باستخدام طريقة ميكروبيولوجية (اختبار استخدام محاكاة) " [2]
- ASTM D7225: دليل قياسي لكفاءة تنظيف الدم في المنظفات والمطهرات الغسالة [3]
- ASTM F3208: دليل قياسي لاختيار تربة الاختبار للتحقق من صحة طرق التنظيف للأجهزة الطبية القابلة لإعادة الاستخدام [4]

تعمل مجموعة المهام ASTM F04.15.17 على عدة معايير جديدة تتضمن تصميم غرسات لتنظيف واختيار واختبار الفراشي لتنظيف الأجهزة القابلة لإعادة الاستخدام وتقييم تنظيف الأجهزة الطبية التي يتم تصنيعها بواسطة تصنيع الإضافات. وبالإضافة إلى ذلك، تقوم إدارة الأغذية والأدوية بوضع مبادئ توجيهية جديدة لإعادة معالجة الأجهزة الطبية القابلة لإعادة الاستخدام، مثل آلات الحلاقة المتعامدة، والأنابيب الداخلية، وأنابيب الشفط.نشر بحث جديدة في [أكس] يطبّق واجهات ومادة أن يحافظ أدوات طبيّة ممرضة حرّة.

## التصميم والنماذج الأولية وتطوير المنتجات
تطلب تصنيع الأجهزة الطبية مستوى من التحكم في العمليات وفقًا لتصنيف الجهاز. مخاطر أعلى؛ مزيد من الضوابط. عندما تكون في مرحلة البحث والتطوير الأولية، بدأت الشركات المصنعة الآن في تصميم الشركة المصنّعة. وهذا يعني أن المنتجات يمكن أن تكون أكثر دقة في تصميمها للإنتاج بحيث ينتج عنها أوقات أقصر للرصاص، وتنسب تفاوت أكثر إحكاماً، ومواصفات ونماذج أولية أكثر تقدماً. وفي هذه الأيام، وبفضل المساعدة التي يقدمها التصميم بمساعدة الحاسوب أو منصات وضع النماذج، أصبح العمل الآن أسرع بكثير، ويمكن أن يعمل هذا أيضاً كأداة لتوليد التصميم الاستراتيجي، فضلاً عن أداة التسويق.
إن عدم الوفاء بأهداف التكاليف سيؤدي إلى خسائر كبيرة للمنظمة. بالإضافة إلى ذلك، مع المنافسة العالمية، لا تعد عمليات البحث والتطوير الخاصة بالأجهزة الجديدة ضرورة فحسب، بل هي ضرورة حتمية للشركات المصنعة للأجهزة الطبية. قد يكون تحقيق تصميم جديد مكلفاً للغاية، خاصة مع قصر دورة حياة المنتج. ومع تقدم التكنولوجيا، هناك عادة مستوى من الجودة والسلامة والموثوقية يزيد بشكل كبير مع الوقت.
على سبيل المثال، كانت النماذج الأولية لجهاز تنظيم ضربات القلب الاصطناعي من أجهزة الدعم الخارجية التي تنقل نبضات الكهرباء إلى عضلات القلب عبر أسلاك الإلكترود على الصدر. تلامس الإلكترودات القلب مباشرة عبر الصدر، مما يسمح بمرور نبضات التحفيز عبر الجسم. عانى المتلقون لهذه العدوى عادة عند مدخل الإلكترودات، مما أدى إلى المحاكمة اللاحقة لمنظم ضربات القلب الداخلي الأول، مع إلكترودات متصلة بعضلة القلب بواسطة ثقب الصدر.وقد أدت التطورات المستقبلية إلى مصدر الطاقة النظائرية الذي يدوم مدى حياة المريض. [الصفحة مطلوبة]

## البرمجيات

### التطبيقات الطبية المتنقلة
ومع ارتفاع استخدام الهواتف الذكية في المجال الطبي، أصدرت إدارة الغذاء والدواء في عام 2013 تنظيم التطبيقات الطبية المتنقلة وحماية المستخدمين من استخدامها غير المقصود، وسرعان ما تتبعها هيئات تنظيمية أوروبية وغيرها. يميز هذا التوجيه التطبيقات الخاضعة للتنظيم استنادًا إلى المطالبات التسويقية للتطبيقات. ويمكن اعتبار إدراج المبادئ التوجيهية أثناء مرحلة تطوير هذه التطبيقات بمثابة تطوير جهاز طبي؛ وقد يلزم أن تتكيف اللوائح التنظيمية مع الاقتراحات للتعجيل بالموافقة بسبب طبيعة «المشاريع» لتطوير تطبيقات الأجهزة المحمولة
في 25 سبتمبر/أيلول 2013، أصدرت إدارة الغذاء والدواء مسودة وثيقة إرشادية لتنظيم التطبيقات الطبية المتنقلة، لتوضيح نوع تطبيقات الهواتف المحمولة المتعلقة بالصحة التي لن يتم تنظيمها، وأي منها سيكون

### الأمن الإلكتروني
يمكن للأجهزة الطبية مثل أجهزة ضبط النبض ومضخات الأنسولين وأجهزة مراقبة غرفة التشغيل وأجهزة إزالة رجفان القلب والأدوات الجراحية، بما في ذلك المحفزات العميقة للعقل، أن تتضمن القدرة على نقل المعلومات الصحية الحيوية من جسم المريض إلى الأطباء المحترفين. يمكن التحكم في بعض هذه الأجهزة عن بُعد. وقد أثار هذا قلقاً بشأن قضايا الخصوصية والأمن، والخطأ البشري، والمشاكل الفنية التي قد تطرأ على هذه التكنولوجيا. ورغم أن بعض الدراسات فقط نظرت إلى قابلية الأجهزة الطبية للقرصنة، فإن الخطر ما زال يشتمل على مخاطر. في عام 2008، أثبت علماء الكمبيوتر أنه يمكن اختراق أجهزة تنظيم ضربات القلب وأجهزة إزالة رجفان القلب لاسلكيًا عبر أجهزة الراديو والهوائي والكمبيوتر الشخصي. أظهر هؤلاء الباحثون أنهم يستطيعون إيقاف مجموعة من أجهزة إزالة رجفان القلب وجهاز ضبط نبضات القلب أعد برمجته لتقديم صدمات مميتة محتملة أو نفاد بطاريته. وأثار جاي رادكليف، الباحث الأمني الذي يهتم بأمن الأجهزة الطبية، مخاوف بشأن سلامة هذه الأجهزة. وقد شارك في مشاغله في مؤتمر الأمن الخاص ببلاك هات. رادكليف يخشى أنّ الأجهزة يكون عرضية ويجد أنّ هجوم مميتة يمكن ضدّ أنّ مع أنسولين مضخات وجلوكوز مراقبة. ويقلل بعض صانعي الأجهزة الطبية من أهمية التهديد الذي تمثله مثل هذه الهجمات، ويزعمون أن الهجمات التي تم البرهنة عليها قد قام بها باحثون أمنيون ماهرون ومن غير المرجح أن تحدث في العالم الحقيقي. وفي الوقت نفسه، طلب صانعون آخرون من خبراء أمن البرامج التحقيق في سلامة أجهزتهم.
في يونيو/حزيران 2011، أظهر خبراء الأمن أنه باستخدام الأجهزة المتاحة بسهولة ودليل المستخدم، يستطيع العالم الاستفادة من المعلومات حول نظام مضخة الأنسولين اللاسلكية إلى جانب جهاز مراقبة الجلوكوز. باستخدام رقم التعريف الشخصي للجهاز، يمكن للعالِم التحكم لاسلكيًا في جرعة الإنسولين. يشرح أناند راغوناثان، الباحث في هذه الدراسة، أن الأجهزة الطبية تصبح أصغر وأخف وزناً حتى يصبح من السهل ارتداؤها. الجانب السلبي هو أن ميزات الأمن الإضافية سوف تفرض ضغطاً إضافياً على البطارية والحجم، وسوف تدفع الأسعار إلى الارتفاع. قدم الدكتور ويليام مايسل بعض الأفكار حول التحفيز للمشاركة في هذا النشاط. وقد يتضمن الدافع إلى إجراء عملية التسلل هذه الحصول على معلومات خاصة لتحقيق مكاسب مالية أو تنافسية الميزة؛ إلحاق الضرر بسمعة الشركة المصنعة للجهاز؛ التخريب؛ النية بإلحاق إصابة مالية أو شخصية أو مجرد إرضاء للمهاجم. يقترح الباحثون بعض الضمانات. ومن بين هذه القواعد استخدام الرموز المتغيرة. وهناك حل آخر يتمثل في استخدام تقنية تسمى «الاتصال المقترن بالجسم» تستخدم الجلد البشري كدليل موجة للاتصال اللاسلكي. في 28 ديسمبر 2016، أصدرت إدارة الأغذية والأدوية في الولايات المتحدة توصياتها غير القابلة للتنفيذ قانونًا بشأن كيفية الحفاظ على أمن الأجهزة المتصلة بالإنترنت من قبل مصنعي الأجهزة الطبية.
وعلى غرار المخاطر، لا يمكن القضاء على تهديدات الأمن الإلكتروني ونقاط ضعفه بالكامل، ولكن يجب إدارتها وتقليلها إلى مستوى معقول. عند تصميم الأجهزة الطبية، يجب تحديد مستوى مخاطر الأمن الإلكتروني في وقت مبكر من العملية من أجل إنشاء نهج للضعف والإدارة في مجال الأمن الإلكتروني (بما في ذلك مجموعة من عناصر التحكم في تصميم الأمن الإلكتروني). يجب أن يكون نهج تصميم الأجهزة الطبية المستخدم متوافقاً مع إطار عمل الأمن الإلكتروني لجهاز الأمن الوطني لإدارة المخاطر المرتبطة بالأمن الإلكتروني.
في أغسطس 2013، أصدرت إدارة الأغذية والأدوية أكثر من 20 لائحة تهدف إلى تحسين أمن البيانات في الأجهزة الطبية، استجابة للمخاطر المتزايدة للأمن الإلكتروني المحدود.

## المعدات الطبية
المعدات الطبية (المعروفة أيضا باسم armamentarium) مصممة للمساعدة في تشخيص أو رصد أو علاج الحالات الطبية.

### أنواع
هناك عدة أنواع أساسية:
تتضمن المعدات التشخيصية آلات التصوير الطبي، المستخدمة للمساعدة في التشخيص. ومن الأمثلة على ذلك أجهزة التصوير بالموجات فوق الصوتية والتصوير بالرنين المغناطيسي، وماسحات التصوير المقطعي بالإصدار البوزيتروني (PET) والتصوير المقطعي المحوسب (CT)، وأجهزة
وتشمل معدات العلاج مضخات التسريب والليزر الطبية وآلات الليزر الجراحية Lasik.
تُستخدم أجهزة دعم الحياة للحفاظ على وظيفة المريض الجسدية. ويشمل ذلك أجهزة التهوية الطبية، والحاضنات، وآلات التخدير، وآلات القلب والرئة، وأجهزة ECMO، وآلات غسيل الكلى.
تسمح أجهزة المراقبة الطبية للموظفين الطبيين بقياس الحالة الطبية للمريض. قد تقيس أجهزة المراقبة الإشارات الحيوية للمريض والمعلمات الأخرى بما في ذلك مخطط القلب الكهربائي وEEG وضغط الدم.
تعمل أجهزة المختبرات الطبية على أتمتة الدم والبول والجينات والغازات المذابة في الدم أو المساعدة في تحليلها.
يمكن استخدام المعدات الطبية التشخيصية أيضًا في المنزل لأغراض معينة، مثل التحكم في داء السكري
العلاج العلاجي: أجهزة العلاج الطبيعي مثل المدى السلبي المستمر للحركة (CPM) الآلات
وقد تحسن مؤخرا تحديد الأجهزة الطبية بإدخال تعريف فريد للأجهزة، وتسمية موحدة باستخدام التصنيف العالمي للأجهزة الطبية، الذي أقره المنتدى الدولي لتنظيم الأجهزة الطبية.
يعد فني المعدات الطبية الحيوية (BMET) أحد المكونات الحيوية لنظام توصيل الرعاية الصحية. يعمل في المستشفيات بشكل أساسي، فالأشخاص المسؤولون عن صيانة المعدات الطبية الخاصة بالمنشأة. تعمل شبكة BMET بشكل أساسي كواجهة بين الطبيب والمعدات.

### التبرع بالمعدات الطبية
وهناك تحديات تحيط بتوافر المعدات الطبية من منظور الصحة العالمية، حيث لا تستطيع البلدان ذات الموارد المنخفضة الحصول على المعدات الاساسية الموفرة للحياة أو تحمل تكلفتها. وفي هذه البيئات، يعد التبرع بالمعدات ذات النوايا الحسنة من البيئات ذات الموارد العالية إلى المنخفضة إستراتيجية شائعة الاستخدام لمعالجة ذلك من خلال الأفراد والمنظمات والمصنعين والمؤسسات الخيرية. ومع ذلك، فإن المشاكل المتعلقة بالصيانة وتوافر فنيي المعدات الطبية الحيوية (BMET)، وسلاسل التوريد، وتعليم المستخدم، ومدى ملاءمة التبرعات تعني أن هذه المشاكل كثيرا ما تفشل في تحقيق الفوائد المقصودة. وطبقاً لتقديرات منظمة الصحة العالمية فإن 95% من المعدات الطبية في البلدان ذات الدخل المنخفض والمتوسط مستوردة، وأن 80% منها يتم تمويله من قِبَل جهات مانحة دولية أو حكومات أجنبية.
وطبقاً لتقديرات منظمة الصحة العالمية فإن 95% من المعدات الطبية في البلدان ذات الدخل المنخفض والمتوسط مستوردة، وأن 80% منها يتم تمويله من قِبَل جهات مانحة دولية أو حكومات أجنبية. وفي حين يتم التبرع بما يصل إلى 70% من المعدات الطبية في بلدان جنوب الصحراء الكبرى في أفريقيا، فإن 10% إلى 30% فقط من المعدات الممنوحة تصبح جاهزة للعمل. وقد أظهر استعراض الممارسة والمبادئ التوجيهية الحالية المتعلقة بالتبرع بالمعدات الطبية للرعاية الجراحية والتخدير في مراكز الدراسات الاستقصائية المتعددة المؤشرات أن عملية التبرع تنطوي على درجة عالية من التعقيد، كما أنها تنطوي على أوجه قصور عديدة. ويلزم زيادة التعاون والتخطيط بين المانحين والمتلقين، إلى جانب تقييم برامج التبرع، والدعوة المتضافرة لتوعية المانحين والمستفيدين بالمبادئ التوجيهية والسياسات القائمة المتعلقة بالتبرع بالمعدات